# France Bremšak
France Bremšak, slovenski univerzitetni profesor, raziskovalec na področju elektrotehnike in politik, * 27. oktober 1923, Kamnik, † 16. junij 1999, Ljubljana.

## Življenjepis
Med drugo svetovno vojno je bil sodelavec NOG, nato pa je bil po vojni predsednik Mestnega ljudskega odbora Kamnik.
Svojo znanstveno pot je začel na Inštitutu Jožef Stefan (IJS), kjer je ustanovil elektronski laboratorij, 1950-70 je vodil oddelek za elektroniko ter razvil prve elektronske instrumente za IJS in naprave za meritve v jedrski tehniki in za regulacijo jedrskih reaktorjev ter analognih računalnikov.
Leta 1952 je diplomiral in nato še doktoriral leta 1971 na Fakulteti za elektrotehniko Univerze v Ljubljani. Na fakulteti je pričel že leta 1963 predavati teorijo regulacijskih sistemov in računalniške simulacije na novoustanovljeni študijski smeri avtomatika.
Več let je bil predstojnik katedre za sisteme, avtomatiko in kibernetiko, ustanovil je Laboratorij za analogno-hibridno računanje in avtomatsko regulacije (iz katerega sta izšla Laboratorija za modeliranje, simulacijo in vodenje ter Laboratorij za avtonomne mobilne sisteme), ki ga je opremil z za tisti čas sodobnim analogno-hibridnim računalnikom. 
Raziskoval je vodenje oz. regulacijo dinamičnih procesov ter njihovo računalniško simulacijo z analognimi, hibridnimi in digitalnimi računalniki; 1976 je postal redni profesor. Leta 1990 je prejel zlato plaketo Univerze v Ljubljani, ob upokojitvi 1992 je postal njen zaslužni profesor, 1994 pa je bil imenovan še za zaslužnega znantvenika IJS. Leta 1977 in 1990 je prejel nagrado Kidričevega sklada.
Na občnem zboru Slovenskega društva za simulacijo in modeliranje je bil leta 1998 imenovan za prvega častnega člana tega društva. Velja za začetnika/pionirja računalniške simulacije v Sloveniji.